# タウリン
タウリン（英: taurine [ˈtɔːriːn]）は、構造式が H2N-CH2-CH2-SO3H の物質。別名アミノエチルスルホン酸。IUPAC名は「2-アミノエタンスルホン酸」。常温では無色の柱状結晶。水溶性であり、エタノールには不溶。分子量 125.15。約300℃で分解する。
生体中のほとんど全ての組織に存在する。植物に含まれている量はわずかで、動物、特にイカ、タコ、貝類、甲殻類、魚類（血合肉）など魚介類に豊富に含まれる。ヒトなど哺乳類では心臓や骨格筋、肝臓、脳、網膜など各組織や、胆汁、母乳などの体液に広く分布している。
タウリンはヒトの様々な臓器に豊富に存在するが、必須栄養素ではなく、推奨摂取量が定められている栄養素にも含まれていない。ヒトでは主に肝臓でシステインやメチオニンから合成される。タウリンは一般的に栄養補助食品として販売されているが、健康上の効果を裏付ける十分な臨床的証拠は存在しない。ネコやイヌ、家禽などには食品添加物として使用され、ネコにとっては必須栄養素である。

## 生合成と代謝
合成経路においてはまず、タンパク質の構成成分にもなる含硫アミノ酸であるシステインからシステインジオキシゲナーゼによりシステインスルフィン酸が合成される。このシステインスルフィン酸がシステインスルフィン酸デカルボキシラーゼ（スルフィノアラニン・デカルボキシラーゼ）により脱炭酸されてヒポタウリンが生成され、ヒポタウリンが酸化されてタウリンが合成される。ヒトはこれらの合成経路の酵素を持つため、自らタウリンを合成することができる。
タウリンは、原則としてタンパク質を構成せず、DNAの遺伝暗号にもコードされていない（「タンパク質を構成するアミノ酸」参照）。このため、通常は遊離状態で種々の動植物の組織中に見出される。
胆汁酸と縮合したタウロコール酸はコリル・コエンザイムAとタウリンから合成される。
有機合成化学ではシスタミンの酸化、システアミンの酸化のほか、ブロモエタンスルホン酸とアンモニアなどから誘導される。

## 機能
タウリンには、身体や細胞を正常状態で保つ作用（恒常性）がある。たとえば、血圧上昇に対する下降作用などがこれに該当する。特に、肝臓に対して働きかける作用を持ち、大まかに分類すると以下のようになる。
- 胆汁酸の分泌を促成し、肝臓の働きを促す作用。
- 肝細胞の再生促進作用。
- 細胞膜安定化作用。

また、タウリンは抑制性神経伝達物質として想定される。動物の体内における血中濃度の低下や欠乏と老化促進、摂取・投与と老化抑制の関連を示唆する研究報告がある（後述）。

### ヒトとタウリン
タウリンは体内で主に肝臓で生合成されるか、摂取する食物を介して補給される。ヒト、鳥類、ネズミなどは体内でアミノ酸のメチオニンやシステインから合成することができるため、食事からの摂取が必須な栄養素ではない。ネコ、キツネなど、獲物からタウリンを得ていた肉食系の動物は、タウリンを体内で合成する能力が極端に低いため、食事からの摂取が必須な栄養素である。ヒトの新生児もタウリンを合成する能力が低く、母乳の初乳中に大量に含まれることから必須の成分であると考えられている。そのため1980年代初頭から、多くの乳児用ミルクにタウリンが添加されてきたが、これについては厳密に研究されたことがなく、必要性や有益性はまだ証明されていない。
タウリンはヒトの体内で胆汁の主要な成分である胆汁酸と抱合し、タウロコール酸などの形で存在する。消化作用を助けるほか、神経伝達物質としても作用する。白血球の一種である好中球が殺菌の際に放出する活性酸素や過酸化水素の放出（呼吸バースト）を抑える作用もある。
ヒトにおいては心臓に特に多く、次いで筋肉、肝臓、腎臓、肺、脳などに多い。また、網膜や卵巣、精子などにも含まれ、体重が60kgのヒトの体内には約60g（体重の0.1％）のタウリンが存在する。ヒトの
尿中に排出されるタウリンの量は一日平均200mgであり、不足時には尿中から再吸収され身体の必要とされる部分に回される。
タウリンはヒトの生体内で重要な役割を担っているが、もともと魚介類を常食する日本の食習慣においては摂取量の高い物質であり、また成人は体内で合成できるため、食事からどれだけの量が必要なのかを特定するのは難しい。タウリンは体内で必要な量が一定に保たれており、欠乏時は腎臓で再吸収を増やして尿中排泄を抑制し、余剰分は速やかに排泄される。そのため欠乏症になることはなく、一度に大量に摂取しても必要以上のタウリンが体内に蓄積されることはない。
ヒトの摂取において、うっ血性心不全および肝炎に対して一部で有効性が示唆されているが、その他、食品や栄養ドリンクに期待されている疲労回復、血中脂質の改善、高血圧予防などの効果については、ヒトを対象にした信頼性の高い研究において科学的根拠が不十分であり、今後のさらなる研究が待たれている。
2023年6月、人や動物の体内にあるタウリンは加齢とともに減少し、中高齢のマウスとサルにタウリン（人換算1日あたり3000-6000mg）を補充すると、老化防止に役立つ可能性が示された。ただし、人への効果は臨床試験で検証するまで不明であり、研究チームは、「老化防止目的で過剰摂取しないこと」を勧めている。参加した研究者らは「サプリメントに飛びつくよりも、すでに証明されている長生きする方法がある。健康的な食生活が最も重要なことの1つであり、運動もするべきである」「食事中のタウリンを増やすことだけに集中することは、栄養の選択を誤らせる危険性がある」と述べている。

### ネコとタウリン
ネコはタウリンを合成する能力が極端に低く、またタウリンを再利用する仕組みが弱いために必要量が多い。そのため自己製造量では十分ではなく、食事からの摂取が必要である。通常の動物性タンパク質を含んだキャットフードで十分量を補給できるが、ねこまんまやタウリンが添加されていないベジタリアンフードでは欠乏症を発症する。ネコではタウリンの欠乏により拡張型心筋症、中心性網膜萎縮、免疫機能不全、成長遅延、繁殖機能低下（出生率の低下や先天的な異常など）の報告がある。

## タウリンを豊富に含む生物、食材
タウリンは動物に多く含まれ、魚介類や肉（心臓 、腎臓、肝臓などに多い）を摂取することで容易に体内に取り込むことができる。
軟体動物、特に頭足類（タコやイカ）では、神経組織に含まれる遊離アミノ酸様物質の50%以上がタウリンである。するめの表面に出る白い粉にはタウリンが凝縮されている。
100g中のタウリンの含有量は、イカ類160-342mg、マダコ593mg、貝類116-1250mg、アジの血合肉482mg（普通肉138mg、皮162mg）、クロマグロの血合肉954mg（背肉61mg、心臓658mg）、鶏肉203mg、牛肉（肩ロース）48mgなどである。

## 商品
日本では合成品は医薬品扱いとされ、主に医薬部外品を含む栄養ドリンクの主成分（1,000-3,000mg/100mL 配合）に使われる。
有名な商品に第一三共ヘルスケアの「Regain」、大正製薬の「リポビタンD」、大鵬薬品工業の「チオビタドリンク」などがある。中国ではドライシロップが小児向けの風邪の初期症状を抑える薬として使用されている。「レッドブル」「モンスターエナジー」などに代表されるエナジードリンクは、諸外国ではタウリンを含んだ形で販売されるが、日本では清涼飲料水（食品）としての規格の下で製造・発売されているために、アルギニンなどで代用されていることが多く、一部の製品にて調味料としての少量の利用にとどまる（後述）。欧州連合（EU）やアメリカ合衆国などの諸外国において、タウリンは食品に使用することが認められており、サプリメント（健康食品の一種）として販売されていることもある。また、目の新陳代謝を促進する働きを期待して目薬の成分として使用されることもある。
魚介類や哺乳類の臓器から濃縮した天然タウリン（抽出物）は食品添加物（調味料）として少量の使用が認められているが、合成物と同じ機能をにおわせる多量の添加は許可されていない。サンガリアの「ミラクルエナジーV」、サントリーフーズの「ZONe Energy」にはこの天然タウリンが食品添加物（調味料）として添加されている。育児用粉ミルクの多くにも天然タウリンが添加されている。また天然タウリンは養殖魚の餌などへの利用もされている。
医薬品としては大正製薬から、『タウリン散98%「大正」』が発売されており、閉塞性黄疸を除く高ビリルビン血症における肝機能の改善や鬱血性心不全に適応される。また、2019年2月には国指定難病のMELAS症候群（ミトコンドリア病）における脳卒中様発作の抑制に対する効能が追加された。

## 研究
タウリンは人間にとって必須栄養素とは見なされておらず、推奨摂取量も設定されていない。体内でのタウリンの作用や食事補充後の効果を調べる高品質な臨床試験は存在しない。タウリン補給の効果に関する予備的なヒト研究は、被験者数の少なさ、研究デザインの一貫性の欠如、投与量のばらつきなどのため、不十分である。

## 安全性
通常範囲で摂取した場合、比較的安全な物質と考えられており、アメリカ食品医薬品局（FDA）によりGRASとして認定されている。健康な大人では1日3,000mgまでは副作用がないとされる。
欧州食品安全機関（EFSA）は、ヒトのOSL（既知の安全上限量、Observed Safe Level）を、100 mg/Kg bw/日としている。また、ペットフードを含めた動物向けの飼料中0.2%（100g中0.2g程度＝2000ppm）は安全とし、ラットの無毒性量（NOAEL）は経口（飲水）および胃管栄養（Gavage）においては13週 1,000-1,500 mg/Kg bw/日 と見積もっている。
ラットの経口投与における急性毒性の半数致死率（LD50）は 5g/kg以上、マウスは7g/kg以上である。

## 発見史
タウリンは1827年にドイツの解剖学者・生理学者であるフリードリヒ・ティーデマンと化学者であるレオポルト・グメリンによってウシの胆汁中から発見された。「タウリン（taurine）」という名前は、ラテン語で雄牛を意味する「タウルス（taurus）」に由来する。